# Alcyonidium rhomboidale
Alcyonidium rhomboidale är en mossdjursart som beskrevs av Charles Henry O'Donoghue 1924. Alcyonidium rhomboidale ingår i släktet Alcyonidium och familjen Alcyonidiidae. Inga underarter finns listade i Catalogue of Life.